# Kordícke sedlo
Kordícke sedlo je sedlo v hlavním hřebeni Kremnických vrchů v nadmořské výšce 1117 m, oddělující vrcholy Vyhnatová a Tabla (1178 m). Je pojmenováno podle obce Kordíky u Banské Bystrice, nad kterou leží.
Sedlem prochází  značená turistická magistrála Cesta hrdinů SNP.

## Přístup
- po  značce z Vyhnatové nebo rozcestí Pod Tablou
- po  značce z obce Kordíky nebo Horného Turčeku přes rozcestí Studený žľab